# Fondation pour la mémoire de la Shoah
Ne pas confondre avec le Mémorial de la Shoah.
Pour les articles homonymes, voir FMS.
La Fondation pour la mémoire de la Shoah (FMS) est une institution française reconnue d'utilité publique dont la vocation est d'apporter un soutien financier aux projets ayant trait à :
- l’histoire et la recherche sur la Shoah (bourses, aides à la recherche…) ;
- la pédagogie (voyages scolaires, formation des professeurs…) ;
- la mémoire et à sa transmission (réhabilitation des lieux de mémoire, documentaires, publications…) ;
- la solidarité envers les survivants de la Shoah (programmes médico-sociaux) ;
- la culture juive (manifestations culturelles, éducation…) ;
- la lutte contre l'antisémitisme et au dialogue interculturel (actions éducatives, publications, films…).

Elle apporte un soutien permanent au Mémorial de la Shoah à Paris et à Drancy.

## Histoire
La Fondation pour la mémoire de la Shoah a été créée en 2000, sur les recommandations de la Mission d'étude sur la spoliation des Juifs de France présidée par Jean Mattéoli. Créée en 1997, cette commission fut chargée d'étudier les différentes formes de spoliation intervenues contre des Juifs de France pendant la Seconde Guerre mondiale ainsi que l'étendue et les effets des mesures de restitution adoptées après la guerre. Elle présenta ses travaux au premier ministre Lionel Jospin le 17 avril 2000,.
Les fonds en déshérence résultant de la spoliation et conservés par les administrations de l’État et les établissements financiers français ont été reversés à la Fondation et constituent sa dotation. Cette dernière s'élève à 393 millions d'euros.
La Mission Mattéoli a également institué une Commission d'indemnisation des victimes de spoliations dont l'objet est d'étudier les nouvelles demandes d'indemnisation émanant de victimes ou de leurs ayant droit.
L'historien Henry Rousso estime en 2024 que la Fondation pour la mémoire de la Shoah s'est opposée, auprès du président de la République, à la création du Musée mémorial du terrorisme.

## Organisation
Le directeur général de la fondation est depuis 2009 Philippe Allouche. Avec les produits financiers de sa dotation, la Fondation subventionne le Mémorial de la Shoah et soutient de nombreux projets.
Les projets présentés à la Fondation sont soumis à des expertises indépendantes puis examinés par six commissions thématiques (Solidarité, Histoire de l’antisémitisme et de la Shoah, Mémoire et transmission, Enseignement de la Shoah, Culture juive, Lutte contre l'antisémitisme et dialogue interculturel), composées de personnalités qualifiées bénévoles.
Les recommandations des commissions sont ensuite soumises au bureau et au conseil d’administration de la Fondation qui décident des projets à soutenir et des aides à leur apporter. Des représentants ministériels siègent au conseil d'administration aux côtés de représentants des institutions juives et de personnalités qualifiées.
La commission financière, présidée par un magistrat de la Cour des comptes, veille à la préservation de la valeur de la dotation et au bon emploi de ses revenus.

### Présidents
- 2001-2007 : Simone Veil (présidente d'honneur à partir de 2007)[9] ;
- Depuis 2007 : David de Rothschild.